# 奥山古墳 (南さつま市)
奥山古墳（おくやまこふん）は、鹿児島県南さつま市加世田小湊に所在する古墳時代前期の古墳。南さつま市指定史跡。古墳時代前期において、日本列島古墳文化圏の西南端に出現した古墳として知られる。

## 概要
薩摩半島西南部、東シナ海に臨む吹上浜の南部に接する長屋山の山塊から、北向きに伸びた海抜9メートルほどの尾根筋の末端に位置する。台地の周囲は湿地帯となっており、比高差は約5メートルを測る。現在の海岸線からは約1キロメートルほど内陸になっているが、かつては現在の万之瀬川、相星川の河口付近より内側にも海が入り込み、入江近くに迫る丘陵であったと考えられている。

## 調査
1931年（昭和6年）に耕作中の地主により主体部が発見され、1941年（昭和16年）に藤森栄一らによって発掘調査が行われ「六堂会古墳」の名で報告された。この調査では、東西方向に主軸を取る組合せ式箱式石棺（全長259cm、最大幅72.5cm）が検出され、底部を赤粘土で充填された石棺内部から土器、鉄製武器、ガラス小玉、人骨が出土した（ただし1931年の発見当時、地主により一時的に掘り出されている）。
1973年（昭和48年）12月20日、加世田市（現南さつま市）指定史跡に指定された。
調査後長らく「六堂会古墳」と呼ばれてきたが、古墳のある地点からやや離れたところに「六道江」と言う地名はあるものの「六堂会」と言う地名は存在せず、また古墳所在地の小字名は「奥山」であることから、2005年（平成17年）に南さつま市教育委員会によって「奥山古墳」と改称された。
2005年（平成17年）、鹿児島大学総合研究博物館の調査隊により2次に渡る調査が行われた。その結果、主体部の南側（山側）には、幅180cm、深さ50cm以上の区画溝を弧状に巡らせ、主体部北側（尾根端部）は地山をテラス状に削平することで墳丘を造り出しており、直径13.5ｍ程の円墳であることが確認された。区画溝内からは、祭祀行為に用いられたと見られる古墳時代前期の特徴を持つ土師器が出土した。
また石棺の石材分析が行われ、石棺長辺の板石に、鹿児島県長島以北～天草地方で産出される砂岩（石英質アレナイト）が用いられていることが判明した。

## 列島西南端・最古の円墳
古墳時代の薩摩半島南部の地域社会は、集団墓（土壙墓）を主体とし、前方後円墳に代表される高塚古墳の文化や社会構造があまり浸透していなかったと考えられている。その中で奥山古墳の被葬者は、円墳を築造し、土師器を用いる古墳祭祀を取り入れ、さらに遠隔地から石材を入手して石棺を造るなど、広域の地域間交流を通じて物資・情報をいち早く掌握した首長であると推測され、同古墳は古墳文化周縁域の西南端を画する貴重な遺構として評価されている。